# Proroblemma cupreispila
Proroblemma cupreispila là một loài bướm đêm trong họ Erebidae.